# اسکار ورنر
اسکار ورنر (انگلیسی: Oskar Werner؛ زاده ۱۳ نوامبر ۱۹۲۲ درگذشته ۲۳ اکتبر ۱۹۸۴) یک هنرپیشه اهل اتریش بود. وی بین سال‌های ۱۹۳۹ تا ۱۹۸۴ میلادی فعالیت می‌کرد.
از فیلم‌ها یا برنامه‌های تلویزیونی که وی در آن نقش داشته‌است می‌توان به ۴۵۱ درجه فارنهایت، ژول و جیم، تصمیم قبل از شفق و سفر نفرین‌شده اشاره کرد.